# 天主教康塞普西翁總教區
天主教康塞普西翁總教區（拉丁語：Archidioecesis Sanctissimae Conceptionis）是是智利一個羅馬天主教教省總教區，下轄五個教區。
教區成立於1563年3月22日，1939年5月20日升為總教區。教區範圍包括比奧比奧大區的康塞普西翁省和阿勞科省，以及另外兩個省的四個市。2006年有教友612,000人（佔轄區總人口52.0%）、五十三堂區、一百廿九名司鐸。現任教區總主教為費爾南多·喬馬利。